# Varnish
Varnish est un serveur de cache HTTP apparu en 2006 et distribué sous licence BSD.
Déployé en tant que proxy inverse entre les serveurs d'applications et les clients, il permet de décharger les premiers en mettant en cache leurs données, selon des règles définies par l'administrateur système et les développeurs du site, pour servir plus rapidement les requêtes, tout en allégeant la charge des serveurs.

## Particularités
Les règles de fonctionnement du cache sont établies dans des fichiers de configuration utilisant le langage de script VCL. Celui-ci permet de décider ce qui sera ou non caché et d'éventuellement modifier les données.
Le fonctionnement de Varnish peut être étendu au moyen de modules et extensions appelés «VMOD». Il en existe aujourd'hui une cinquantaine, majoritairement sous licence libre.
Par ailleurs, il supporte le Edge Side Includes.